# Surinam Airways
Surinam Airways (in olandese: Surinaamse Luchtvaart Maatschappij), nota anche con le iniziali SLM, è la compagnia aerea di bandiera del Suriname, con sede a Paramaribo. Gestisce servizi passeggeri di linea regionali e in precedenza anche a lungo raggio. Il suo hub è presso l'aeroporto Internazionale Johan Adolf Pengel (Zanderij). Surinam Airways è interamente di proprietà del governo del Suriname.

## Storia
La compagnia aerea nacque nel 1953 dagli imprenditori Rudi Kappel e Herman van Eyck come Kappel-Van Eyck Aviation Company (in olandese: Luchtvaartbedrijf Kappel-Van Eyck). Le operazioni di linea iniziarono con due Cessna 170B nel gennaio 1955 con voli interni tra Paramaribo e Moengo.
Il 30 agosto 1962, la compagnia fu acquistata dal governo del Suriname e ribattezzata Surinam Airways o in olandese SLM – Surinaamse Luchtvaart Maatschappij. Il logo di Surinam Airways raffigura un "Sabaku", che è una parola surinamese per airone guardabuoi.
Dal 1964 Surinam Airways iniziò le operazioni internazionali di linea verso Curaçao insieme ad ALM Antillean Airlines.
Dopo l'indipendenza del paese nel novembre 1975, il vettore venne nominato compagnia aerea nazionale della Repubblica del Suriname e inaugurò i servizi verso Amsterdam utilizzando un Douglas DC-8-63 (registrazione: PH-DEM, denominato "25 novembre") noleggiato da KLM.
Nel marzo 1980, il vettore aveva 400 dipendenti. A quel tempo, la flotta era composta da un Douglas DC-8-63, un Douglas DC-8-50CF (registrazione: PH-DCW, denominato "Sabaku") e tre Twin Otter (PZ-TCD, PZ-TCE e PZ- TCF). Operava rotte internazionali per Amsterdam, Belem, Curacao, Georgetown, Manaus, Miami e Panama, e servizi nazionali per Apoera, Avanavero, Bakhuys, Djoemoe, Ladouanie, Moengo e Nieuw Nickerie.
Dal 1955 al 2005 Surinam Airways ha gestito un'estesa rete nazionale.
Nel 1983 sulle rotte regionali veniva utilizzato un Boeing 737-200 (immatricolazione OY-APR) noleggiato da Maersk Air (denominato 'Tjon Tjon'). Sulle rotte transatlantiche erano invece schierati alcuni Douglas DC-8. Da maggio 1993 ad aprile 1999 un DHC-8-300 Dash 8 (immatricolazione: N106AV) era utilizzato sulle tratte a corto raggio.
Il 7 giugno 1989, un Douglas DC-8-62 (registrazione: N1809E, inizialmente chiamato "Fajalobi", poi ribattezzato "Anthony Nesty") si schiantò durante l'avvicinamento all'aeroporto di Zanderij, provocando la morte di 176 dei 187 occupanti.
Dal gennaio 1996 al dicembre 1999 Surinam Airways ha utilizzato un MD-87 (PZ-TCG, denominato "District of Para") e successivamente un DC-9-51 (PZ-TCK, denominato "District of Wanica") e un MD-82 (PZ-TCL, denominata 'Città di Paramaribo') sulle rotte regionali.
Nel marzo 2000, la compagnia aerea contava 543 dipendenti.
Dall'agosto 2004 fino alla fine del 2009 Surinam Airways ha utilizzato un Boeing 747-300 (PZ-TCM, denominato "Ronald Elwin Kappel"), acquistato da KLM. È stato sostituito da un Airbus A340-300 da 317 posti (PZ-TCP, denominato "Palulu") e successivamente un altro A340-300 più giovane (immatricolazione: PZ-TCR).
All'inizio del 2009, Surinam Airways ha ordinato due Boeing 737-300 (PZ-TCN, denominato "District of Commewijne" e PZ-TCO, denominato "District of Marrowijne") per sostituire i suoi McDonnell Douglas MD-82.
Un Boeing 737-700 (PZ-TCS, denominato "District of Saramacca") è stato noleggiato da DAE Capital ed è arrivato il 30 aprile 2018 in Suriname ed è diventato operativo a maggio 2018. Nel dicembre 2018 è arrivato un secondo Boeing 737-700 (PZ-TCT, denominato "District of Brokopondo"), precedentemente utilizzato da Aeromexico e noleggiato da Air Castle.
Un Boeing 777 è stato noleggiato da dicembre 2019 dalla Boeing Capital per sostituire l'Airbus A340-300 precedentemente utilizzato sulla rotta Paramaribo-Amsterdam. L'aereo, registrato PZ-TCU, denominato "Bird of the Green Paradise" e dipinto in una livrea speciale, ha effettuato il suo primo volo commerciale nel dicembre 2020. A causa della pandemia di COVID-19 e degli elevati costi di manutenzione, il 777 è stato restituito nel marzo 2021. Nel dicembre 2022 è arrivato un Boeing 737-800 dopo oltre un anno senza alcun aereo in flotta.

## Destinazioni
Surinam Airways collega il Suriname con Aruba, Curaçao, Guyana, Paesi Bassi e Stati Uniti d'America.

### Accordi commerciali
Al 2022, Surinam Airways ha un accordo di code-share con TUI Airlines Nederland.

## Flotta

### Flotta attuale
A maggio 2023 la flotta di Surinam Airways è così composta:

### Flotta storica
Surinam Airways operava in precedenza con:

## Incidenti
- Il 7 giugno 1989 il volo Surinam Airways 764, operato con un Douglas DC-8-62 in volo fra Amsterdam e Paramaribo, si schiantò contro gli alberi in fase di atterraggio a causa di un errore del pilota che volava al di sotto dell'altitudine consentita. L'incidente fu di proporzioni drammatiche e rimasero uccise 176 delle 187 persone a bordo del velivolo.[8]